# 聖誕島白齒鼩
聖誕島白齒鼩（Crocidura trichura）是聖誕島極度稀有或可能已經滅絕的鼩鼱。牠們有時被認為是台灣灰鼩鼱或長尾大麝鼩的亞種，但根據其形態分別及地理上的距離，所以牠們應該是一個獨立的物種。牠們最初被認為是於1908年前消失，可能是因黑鼠帶來的錐蟲所致。
除了於1958年未確認的觀察報告外，於1985年捕捉了兩隻聖誕島白齒鼩，但後來死亡。於1996年及1998年再有未確認的觀察報告，2000年的勘察未能發現牠們。近期的消失是因入侵的細足捷蟻所致。